# Donald T. Campbell Award
Der Donald T. Campbell Award for Significant Research in Social Psychology ehrt Forscher, die ausgezeichnete Beiträge zur Soziologie nach den Ziel- und Wertvorgaben der American Psychological Association gemacht haben. Der Preis ist nach Donald T. Campbell benannt.
Die Auszeichnung ist mit USD 1000 dotiert und der Preisträger erhält die Gelegenheit, einen Vortrag auf der Jahresversammlung der Society for Personality and Social Psychology (SPSP) zu halten. In den Anfangsjahren wurde der Preis alle zwei Jahre vergeben, seit 1992 jährlich.

## Preisträger
- 1980: Elliot Aronson[2][1]
- 1982: Richard Nisbett[2][1]
- 1984: Ellen Berscheid[2][1]
- 1986: Bibb Latané[2][1]
- 1988: Robert Rosenthal[2][1]
- 1990: Bernard Weiner[2][1]
- 1992: Marilynn Brewer[1]
- 1993: Alice Eagly[1]
- 1994: Tony Greenwald[1]
- 1995: Shelley Taylor[1]
- 1996: E. Tory Higgins[1]
- 1997: Mark Zanna[1]
- 1998: Arie Kruglanski[1]
- 1999: Abraham Tesser[1]
- 2000: Richard E. Petty, John T. Cacioppo[1]
- 2001: Claude Steele[1]
- 2002: Hazel Markus[1]
- 2003: Robert B. Cialdini[1]
- 2004: Mark Snyder[1]
- 2005: David A. Kenny[1]
- 2006: John A. Bargh[1]
- 2007: Michael Scheier, Charles S. Carver[1]
- 2008: Carol Dweck[1]
- 2009: Susan T. Fiske[1]
- 2010: Russ Fazio[1]
- 2011: John Dovidio[1]
- 2012: Daniel Wegner[1]
- 2013: Timothy Wilson[1]
- 2014: Norbert Schwarz[1]
- 2015: Brenda Major, Jennifer Crocker[1]
- 2016: Mahzarin R. Banaji[1]
- 2017: Daniel Gilbert
- 2018: Eliot Smith[3]
- 2019: Thomas Gilovich
- 2020: Dale Miller
- 2021: Michael Hogg
- 2023: Steve West[4]